# Mustafa Sabri

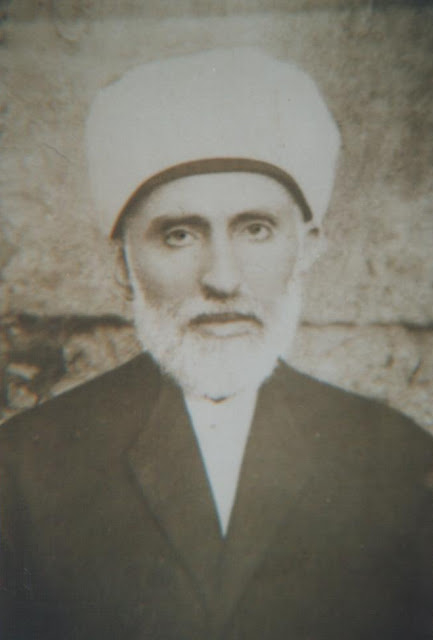
Mustafa Sabri Efendi

Mustafa Sabri Efendi (osmanisch مصطفى صبرى; * 1869 in Tokat, heutige Türkei; † 1954 in Kairo, Ägypten) war der 174. und vorletzte Scheich-ul Islam des Osmanischen Reiches. Er war, wie bei türkischen Osmanen üblich, sunnitischer Muslim und gehörte der hanefitischen Rechtsschule an. Mustafa Sabri sprach Hocharabisch, Türkisch, Persisch und Osmanisch.

## Biographie
Nach seiner Grundausbildung ging er nach Kayseri und studierte dort in der Madrasa bei Haci Emin Efendi aus Divrik. Nach seinem ungewöhnlich schnellen Abschluss ging er nach Istanbul und setzte sein Studium bei Ahmad Asım Efendi, dem Gelehrtenberater des Sultans, fort und erhielt sein Idschazat (Diplom). In dieser Zeit entwickelte sich eine enge Verbundenheit mit seinem Professor, der ihm seine Tochter zur Frau gab. Mit 22 Jahren begann Mustafa Sabri an der Fatih-Moschee Unterricht zu geben. Er führte als Gelehrter insgesamt über 50 Studenten zum Idschazat. An der Asariye Moschee war er auch als Imam tätig. Er bekam den Medschidi-Preis für Wissenschaften.
Im Jahre 1900 wurde er Bibliothekar des Sultan und Kalifen Abdülhamid II. Im Jahre 1908 wurde er Abgeordneter aus Tokat und gleichzeitig war er Rektor an der Fatih-Madrasa. Wegen Differenzen mit der Regierung der Einheits- und Fortschrittspartei fing Mustafa Sabri Efendi an in der Zeitung Beyân-ül Hâk als Hauptkolumnist zu schreiben, wo er auch Kritik an der Regierung übte. Er repräsentierte hier die Ansichten konservativer Ulema. Anschlägen, die ihm galten, entkam er und flüchtete nach Rumänien. Nach einem Regierungswechsel kam er nach Istanbul zurück und wurde Rektor an der Sulaymaniye-Madrasa für Hadithwissenschaften.
Am 4. März 1919 wurde er Scheich-ul Islam und trat dadurch die Nachfolge von Haydarizade İbrahim Efendi an. Dieses Amt hatte er sieben Monaten inne. 1920 wurde er erneut Scheich-ul Islam und übernahm das Amt diesmal von seinem Vorgänger Dürrizade Abdullah Bey Efendi, wurde aber im selben Jahr von Medeni Mehmet Nuri Efendi abgelöst, der das Amt von 1920 bis 1922 innehatte und der letzte Scheich-ul Islam des Osmanischen Reiches war.
Mustafa Sabri wanderte wegen Verfolgung durch das Regime 1922 nach Ägypten aus und lehrte als Rektor an der Al-Azhar-Universität. Er hinterließ eine Reihe von arabischen und türkischen Werken, er gilt als ein Kritiker der kemalistischen Türkei und des Staatsgründers Mustafa Kemal Atatürk.

## Werke
- an-Nakīr ʿalā munkirī n-niʿma min ad-dīn wa-l-ḫilāfa wa-l-umma (Beirut: al-Maṭbaʿa al-ʿAbbāsīya, 1923), antikemalistischer Traktat, in dem die Beschränkung des osmanischen Kalifats auf repräsentative Aufgaben kritisiert wird.

## Zitate
(السيف المسلول فوق رقاب أعداء الإسلام في أنقرة) in „Hilafet ve Kemalizm“ Ausgabe 1946  von Mustafa Sabri
ar. Transkription: es-seyfu'l-meslûl fewka rikâb-ı a'dâyi'l-İslâm fi Ankara
dt.: Von der Hauptwurzel der Islamfeinde aus Ankara, ein Schwert welches sich aus seiner Scheide befreit hat. 
tr.: Ankara'daki İslam düşmanlarının ense kökündeki, kınından sıyrılmış kılıç.